# 16 (число)
16 (шістна́дцять) — Натуральне число між 15 і 17

## Математика
- Парне число, що ділиться на 2, 4, 8.
- 2 в четвертому степені.
- 16 = 24 = 42 (єдине натуральне число вигляду xy = yx, де x і y — не рівні між собою натуральні числа)[1][2]

## Інформатика
- Шістнадцяткова система числення
- 16 біт = 2 байти, часто відображається одним шістнадцятковим числом.

## Хімія
- Атомний номер сульфуру

## Історія
- 16 рік, 16 рік до н. е.
- XVI століття
- XVI століття до н. е.